# Joan Mercader i Riba
Joan Mercader i Riba (Igualada, 14 de setembre de 1917 - Igualada, 24 de novembre de 1989) fou un historiador català. Fou deixeble de Ferran Soldevila als Estudis Universitaris Catalans i de Jaume Vicens i Vives a la facultat de filosofia i lletres de la Universitat de Barcelona. El 1946 es doctorà amb la tesi 'Barcelona durante la ocupación francesa, 1808-1814 (1949).

## Biografia
Joan Mercader fou el fill primogènit de Martí Mercader i Josepa Riba. El seu pare era el propietari de la fàbrica de pastes alimentoses "La Ideal" i la seva mare filla d'un graner veí. La farina no anava bé per a la salut d'en Joan, ja que n'era al·lèrgic, i era massa tímid per estar darrere el taulell. El seu pare va fer que estudiés el batxillerat a l'escola de l'Ateneu Igualadí, ja que la indústria i el comerç semblava que eren camins vedats per a ell. Va fer Magisteri i es llicencià en Filosofia i lletres a la Universitat de Barcelona.
El 1945 va fundar Anabis, entitat precursora del Centre d'Estudis Comarcals d'Igualada, fundat per ell el 1947 juntament amb altres estudiosos com Gabriel Castellà i Raich. Del 1948 al 1954 fou professor adjunt a la Universitat de Barcelona i des del 1950 vicesecretari de la Societat Catalana d'Estudis Històrics i un dels principals impulsors de les Assemblees Intercomarcals d'Estudiosos iniciades a Martorell. Asmàtic, el clima humit de Barcelona no li era propici i traslladà la seva residència habitual a Madrid l'any 1954, on fou investigador del CSIC.
La seva especialitat fou la història catalana i hispànica en general dels segles XIX i XX. Va col·laborar en la Historia social y económica de España y América, dirigida per Jaume Vicens i Vives. Quan es jubilà el 1984 tornà a Igualada. El 1987 va rebre la Creu de Sant Jordi i fou admès com a membre de l'Institut d'Estudis Catalans.
Actualment existeixen els premis de recerca Jaume Caresmar i Joan Mercader -centrats especialment en la ciutat d'Igualada i en la comarca de l'Anoia-, convocats per l'Ajuntament d'Igualada, el Centre d'Estudis Antoni de Capmany d'Economia i Història Econòmica de la Universitat de Barcelona i el Centre d'Estudis Comarcals d'Igualada.

## Obres
- Un igualadí del segle XVIII: Jaume Caresmar (1947)
- La ideologia dels catalans de 1808 (1952)
- La ciutat d'Igualada (1953)
- El segle xviii. Els capitans generals (1957)
- El siglo XIX (1957) dins Historia de la Cultura Española
- Domènec Badia "Ali-Bey" (1960)
- Felip V i Catalunya (1968)
- José Bonaparte, rey de España. 1808-1813 (1971) en dos volums:
  - Historia externa del reinado (1971)
  - Estructura del Estado español bonapartista (1983)
- Catalunya i l'imperi napoleònic (premi Crítica de Serra d'Or 1978)
- Obra dispersa (1987)

## Premis i Distincions
- Creu de Sant Jordi, 1987
- Fill predilecte d'Igualada
- Igualadí de l'any 1987
- Premi Nacional Menéndez y Pelayo
- Director honorari i vitalici del Centre d'Estudis Comarcals d'Igualada